# Jessica Pegula
Jessica Pegula   (Buffalo, 24 de febrer de 1994) és una tennista professional estatunidenca.
En el seu palmarès hi ha dos títols individuals i cinc més en dobles femenins que li van permetre escalar fins al tercer lloc dels rànquings respectius a finals de 2022. El seu resultat més destacat és que fou finalista de Roland Garros en dobles femenins al costat de Coco Gauff, i finalista del US Open en dobles mixts junt a Austin Krajicek.

## Biografia
Filla de la família multimilionària formada per Kim i Terry Pegula, té quatre germans anomenats: Kelly, Matthew, Michael i Laura. Els seus pares són fundadors i directors de l'empresa esportiva i d'entreteniment Pegula Sports and Entertainment, propietària de diversos equips professionals com els Buffalo Bills de futbol americà (National Football League), Buffalo Sabres, Rochester Americans i Buffalo Beauts d'hoquei sobre gel (National Hockey League, American Hockey League i National Women's Hockey League respectivament) i Buffalo Bandits i Rochester Knighthawks de lacrosse (National Lacrosse League). La seva mare és d'origen coreà ja que va néixer a Seül.
Es va casar amb Taylor Gahagen, executiu de l'empresa dels seus pares Pegula Sports and Enternainment, a l'octubre de 2021.
Amb la seva germana Kelly va fundar un restaurant de menjar ràpid anomenat Healthy Scratch al centre LECOM Harborcenter de Buffalo, propietat dels seus pares. També va crear una línia de cura de la pell anomenada Ready 24.

## Torneigs de Grand Slam

### Individual: 1 (0−1)
| Resultat  | Núm. | Any  | Torneig | Oponent         | Marcador |
| --------- | ---- | ---- | ------- | --------------- | -------- |
| Finalista | 1.   | 2024 | US Open | Arina Sabalenka | 5−7, 5−7 |

### Dobles femenins: 1 (0−1)
| Resultat  | Núm. | Any  | Torneig       | Parella    | Oponents                            | Marcador      |
| --------- | ---- | ---- | ------------- | ---------- | ----------------------------------- | ------------- |
| Finalista | 1.   | 2022 | Roland Garros | Coco Gauff | Caroline Garcia Kristina Mladenovic | 6−2, 3−6, 2−6 |

### Dobles mixts: 1 (0−1)
| Resultat  | Núm. | Any  | Torneig | Parella         | Oponents                       | Marcador |
| --------- | ---- | ---- | ------- | --------------- | ------------------------------ | -------- |
| Finalista | 1.   | 2023 | US Open | Austin Krajicek | Anna Danilina Harri Heliövaara | 3−6, 4−6 |

## Palmarès

### Individual: 17 (9−8)
| 2009 − 2020             | Després de 2021 |
| ----------------------- | --------------- |
| Grand Slam (0−1)        |                 |
| WTA Finals (0−0)        |                 |
| Premier Mandatory (0−0) | WTA 1000 (3−3)  |
| Premier 5 (0−0)         | WTA 1000 (3−3)  |
| Premier (0−0)           | WTA 500 (3−2)   |
| International (1−2)     | WTA 250 (2−0)   |

| Títols per superfície |
| --------------------- |
| Dura (6−6)            |
| Gespa (2−0)           |
| Terra batuda (1−1)    |
| Moqueta (0−1)         |

| Resultat   | Núm. | Data                   | Torneig                     | Superfície   | Oponent            | Marcador            |
| ---------- | ---- | ---------------------- | --------------------------- | ------------ | ------------------ | ------------------- |
| Finalista  | 1.   | 16 de setembre de 2018 | Quebec, Canadà              | Moqueta (i)  | Pauline Parmentier | 5−7, 2−6            |
| Guanyadora | 1.   | 4 d'agost de 2019      | Washington DC, Estats Units | Dura (i)     | Camila Giorgi      | 6−2, 6−2            |
| Finalista  | 2.   | 12 de gener de 2020    | Auckland, Nova Zelanda      | Dura         | Serena Williams    | 3−6, 4−6            |
| Finalista  | 3.   | 7 de maig de 2022      | Madrid, Espanya             | Terra batuda | Ons Jabeur         | 5−7, 6−0, 2−6       |
| Guanyadora | 2.   | 23 d'octubre de 2022   | Guadalajara, Mèxic          | Dura         | Maria Sakkari      | 6−2, 6−3            |
| Finalista  | 4.   | 19 de febrer de 2023   | Doha, Qatar                 | Dura         | Iga Świątek        | 3−6, 0−6            |
| Guanyadora | 3.   | 13 d'agost de 2023     | Mont-real, Canadà           | Dura         | Liudmila Samsonova | 6−1, 6−0            |
| Guanyadora | 4.   | 15 d'octubre de 2023   | Seül, Corea del Sud         | Dura         | Yuan Yue           | 6−2, 6−3            |
| Guanyadora | 5.   | 23 de juny de 2024     | Berlín, Alemanya            | Gespa        | Anna Kalinskaya    | 6−7(0), 6−4, 7−6(3) |
| Guanyadora | 6.   | 12 d'agost de 2024     | Toronto (2)                 | Dura         | Amanda Anisimova   | 6−3, 2−6, 6−1       |
| Finalista  | 5.   | 19 d'agost de 2024     | Cincinnati, Estats Units    | Dura         | Arina Sabalenka    | 3−6, 5−7            |
| Finalista  | 6.   | 7 de setembre de 2024  | US Open, Estats Units       | Dura         | Arina Sabalenka    | 5−7, 5−7            |
| Finalista  | 7.   | 11 de gener de 2025    | Adelaida, Austràlia         | Dura         | Madison Keys       | 3−6, 6−4, 1−6       |
| Guanyadora | 7.   | 2 de març de 2025      | Austin, Estats Units        | Dura (i)     | McCartney Kessler  | 7−5, 6−2            |
| Finalista  | 8.   | 29 de març de 2025     | Miami, Estats Units         | Dura         | Arina Sabalenka    | 5−7, 2−6            |
| Guanyadora | 8.   | 6 d'abril de 2025      | Charleston, Estats Units    | Terra batuda | Sofia Kenin        | 6−3, 7−5            |
| Guanyadora | 9.   | 28 de juny de 2025     | Bad Homburg, Alemanya       | Gespa        | Iga Świątek        | 6−4, 7−5            |

### Dobles femenins: 11 (6−5)
| Llegenda         |
| ---------------- |
| Grand Slam (0−1) |
| WTA Finals (0−0) |
| WTA 1000 (2−3)   |
| WTA 500 (2−1)    |
| WTA 250 (2−0)    |

| Títols per superfície |
| --------------------- |
| Dura (6−2)            |
| Gespa (0−0)           |
| Terra batuda (0−3)    |

| Resultat   | Núm. | Data                 | Torneig                     | Superfície   | Parella          | Oponents                            | Marcador            |
| ---------- | ---- | -------------------- | --------------------------- | ------------ | ---------------- | ----------------------------------- | ------------------- |
| Guanyadora | 1.   | 9 de gener de 2022   | Melbourne, Austràlia        | Dura         | Asia Muhammad    | Sara Errani Jasmine Paolini         | 6−3, 6−1            |
| Guanyadora | 2.   | 25 de febrer de 2022 | Doha, Qatar                 | Dura         | Coco Gauff       | V. Kudermétova Elise Mertens        | 3−6, 7−5, [10−5]    |
| Finalista  | 1.   | 5 de juny de 2022    | Roland Garros, França       | Terra batuda | Coco Gauff       | Caroline Garcia Kristina Mladenovic | 6−2, 3−6, 2−6       |
| Guanyadora | 3.   | 7 d'agost de 2022    | Washington DC, Estats Units | Dura         | Erin Routliffe   | Anna Kalinskaya Caty McNally        | 6−3, 5−7, [12−10]   |
| Guanyadora | 4.   | 14 d'agost de 2022   | Toronto, Canadà             | Dura         | Coco Gauff       | N. Melichar-Martinez Ellen Perez    | 6−4, 6−7(5), [10−5] |
| Guanyadora | 5.   | 16 d'octubre de 2022 | San Diego, Estats Units     | Dura         | Coco Gauff       | Gabriela Dabrowski Giuliana Olmos   | 1−6, 7−5, [10−4]    |
| Guanyadora | 6.   | 18 de febrer de 2023 | Doha (2)                    | Dura         | Coco Gauff       | Liudmila Kitxenok Jeļena Ostapenko  | 6−4, 2−6, [10−7]    |
| Finalista  | 2.   | 7 de maig de 2023    | Madrid, Espanya             | Terra batuda | Coco Gauff       | Viktória Azàrenka B. Haddad Maia    | 1−6, 4−6            |
| Finalista  | 3.   | 21 de maig de 2023   | Roma, Itàlia                | Terra batuda | Coco Gauff       | Storm Hunter Elise Mertens          | 4−6, 4−6            |
| Finalista  | 4.   | 2 de març de 2024    | San Diego, Estats Units     | Dura         | Desirae Krawczyk | N. Melichar-Martinez Ellen Perez    | 1−6, 2−6            |
| Finalista  | 5.   | 13 d'octubre de 2024 | Wuhan, Xina                 | Dura         | Asia Muhammad    | Anna Danilina Irina Khromacheva     | 3−6, 6−7(6)         |

#### Períodes com a número 1
| Núm. | Predecessora       | Dates                   | Successora         | Setmanes | Acumulat |
| ---- | ------------------ | ----------------------- | ------------------ | -------- | -------- |
| 1.   | Kateřina Siniaková | 11/09/2023 − 17/09/2023 | Kateřina Siniaková | 1        | 1        |
| 2.   | Elise Mertens      | 23/10/2023 − 06/11/2023 | Storm Sanders      | 2        | 3        |

### Dobles mixts: 1 (0−1)
| Resultat  | Núm. | Data                  | Torneig               | Superfície | Parella         | Oponents                       | Marcador |
| --------- | ---- | --------------------- | --------------------- | ---------- | --------------- | ------------------------------ | -------- |
| Finalista | 1.   | 9 de setembre de 2023 | US Open, Estats Units | Dura       | Austin Krajicek | Anna Danilina Harri Heliövaara | 3−6, 4−6 |

## Trajectòria

### Individual
| Open d'Austràlia | A   | A   | Q1          | A           | A           | Q2  | A           | A           | A           | 1R          | QF    | QF    | QF | 2R | 0 / 5    | 13 − 5   |
| Roland Garros | A   | A   | Q2          | A           | Q3          | Q1  | A           | A           | 1R          | 1R          | 3R    | QF    | 3R |    | 0 / 5    | 8 − 5    |
| Wimbledon | A   | A   | Q1          | A           | Q3          | Q2  | A           | A           | 1R          | NC          | 2R    | 3R    | QF |    | 0 / 4    | 7 − 4    |
| US Open | Q2  | Q2  | A           | A           | 2R          | 1R  | Q1          | Q3          | 1R          | 3R          | 3R    | QF    | 4R |    | 0 / 7    | 12 − 7   |
| Jocs Olímpics | NC  | A   | No celebrat | No celebrat | No celebrat | A   | No celebrat | No celebrat | No celebrat | No celebrat | 1R    | NC    | NC |    | 0 / 1    | 0 − 1    |
| WTA Finals | A   | A   | A           | A           | A           | A   | A           | A           | A           | NC          | A     | RR    | F  |    | 0 / 2    | 4 − 4    |
| Total Victòries−Derrotes | 0−0 | 0−2 | 2−4         | 0−0         | 2−4         | 5−3 | 0−1         | 4−1         | 9−13        | 10−6        | 38−19 | 43−21 |    |    | 124 − 77 | 124 − 77 |
| Rànquing a final d'any | 288 | 147 | 206         | 775         | 151         | 165 | 632         | 125         | 76          | 62          | 18    | 3     |    |    |          |          |
| Llegenda: G: Guanyadora; F: Finalista; SF: Semifinalista; QF: Quarts de final; Q: Qualificació; A: Absent; RR: Round Robin; |     |     |             |             |             |     |             |             |             |             |       |       |    |    |          |          |

### Dobles femenins
| Open d'Austràlia | A   | A   | A           | A           | A           | A   | A           | A           | A           | 2R          | 1R    | 2R    | SF |  | 0 / 4   | 6 − 4   |
| Roland Garros | A   | A   | A           | A           | A           | A   | A           | A           | 3R          | QF          | 2R    | F     | SF |  | 0 / 5   | 15 − 5  |
| Wimbledon | A   | A   | A           | A           | A           | A   | A           | A           | 1R          | NC          | 3R    | A     | 3R |  | 0 / 3   | 4 − 3   |
| US Open | 3R  | 2R  | A           | A           | 1R          | 1R  | A           | A           | 1R          | 2R          | 1R    | 1R    | QF |  | 0 / 9   | 7 − 9   |
| Jocs Olímpics | NC  | A   | No celebrat | No celebrat | No celebrat | A   | No celebrat | No celebrat | No celebrat | No celebrat | QF    | NC    | NC |  | 0 / 1   | 2 − 1   |
| WTA Finals | A   | A   | A           | A           | A           | A   | A           | A           | A           | NC          | A     | RR    | RR |  | 0 / 2   | 0 − 6   |
| Total Victòries−Derrotes | 2−1 | 2−3 | 5−5         | 0−0         | 0−2         | 1−3 | 0−0         | 0−0         | 4−6         | 8−5         | 16−17 | 34−13 |    |  | 77 − 56 | 77 − 56 |
| Rànquing a final d'any | 162 | 114 | 154         | 907         | 350         | 189 | −           | −           | 120         | 87          | 50    | 6     |    |  |         |         |
| Llegenda: G: Guanyadora; F: Finalista; SF: Semifinalista; QF: Quarts de final; Q: Qualificació; A: Absent; RR: Round Robin; |     |     |             |             |             |     |             |             |             |             |       |       |    |  |         |         |

### Dobles mixts
| Open d'Austràlia | A   | 1R  | 1R  | 0 / 2 | 0 − 2 |
| Roland Garros | A   | 1R  | 1R  | 0 / 2 | 0 − 2 |
| Wimbledon | 1R  | A   | A   | 0 / 1 | 0 − 1 |
| US Open | SF  | A   | F   | 0 / 2 | 7 − 2 |
| Total Victòries−Derrotes | 2−2 | 1−2 | 4−3 | 7 − 7 | 7 − 7 |
| Llegenda: G: Guanyadora; F: Finalista; SF: Semifinalista; QF: Quarts de final; Q: Qualificació; A: Absent; RR: Round Robin; |     |     |     |       |       |